# 빙하호 붕괴 홍수

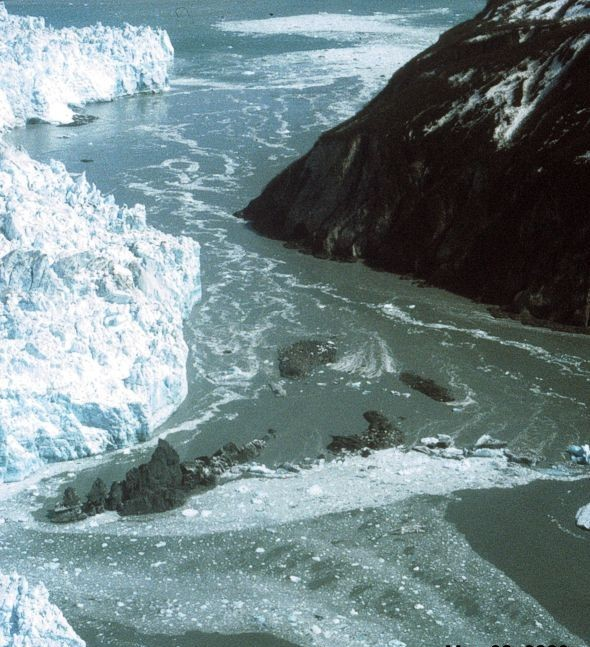
허버드 빙하

빙하호 붕괴 홍수(Glacier lake outburst flood, GLOF)는 빙하호에서 물이 빠져나가지 않는 자연댐이 무너져 생기는 홍수이다.
빙하 호수를 포함하는 댐의 붕괴로 인해 발생하는 폭발적인 홍수의 일종이다. 빙하에 포함된 물이 녹거나 빙하를 범람하는 GLOF와 유사한 이벤트를 요쿨라프(jökulhlaup)라고 한다. 댐은 빙하 얼음 또는 말단 빙퇴석으로 구성될 수 있다. 침식, 수압 상승, 암석 또는 폭설의 눈사태, 지진 또는 극저온 현상, 얼음 아래의 화산 폭발 또는 인접한 빙하의 상당 부분이 붕괴될 때 빙하 호수의 대규모 물 이동으로 인해 붕괴가 발생할 수 있다.
기후 변화로 인한 빙하 해빙 증가는 기후 변화의 다른 환경적 영향(예: 영구 동토층 해빙)과 함께 빙하가 있는 지역에서 GLOF로 인한 홍수 위험이 증가할 가능성이 있음을 의미한다. 이것은 특히 지질학적 조사가 더 활발하게 이루어지는 히말라야에서 그러하다.